# Нокс Мутізва
Нокс Мутізва (англ. Knox Mutizwa, нар. 12 жовтня 1993, Булавайо) — зімбабвійський футболіст, нападник південнофриканського клубу «Голден Ерроуз» і національної збірної Зімбабве.

## Клубна кар'єра
У дорослому футболі дебютував 2011 року виступами за команду «Гайлендерс», в якій провів п'ять сезонів. 
2016 року перейшов до південнофриканського «Голден Ерроуз». Швидко став основним нападником команди з Дурбана.

## Виступи за збірну
2014 року дебютував в офіційних матчах у складі національної збірної Зімбабве.
У складі збірної був учасником Кубка африканських націй 2019 року в Єгипті, де, утім, залишався у запасі і на поле по ходу турніру не виходив.